# Конваллятоксин
Конваллятоксин — органическое вещество, гликозид, является ядом растительного происхождения (фитотоксином), С29H42O10, для кошки средняя смертельная доза (LD50) 0,04 мг/кг перорально, для мышей 10 мг/кг.
Гликозид, получаемый из листьев и цветов ландыша майского и его разновидностей представляет собой белый кристаллический порошок. Растворим в спирте, трудно растворим в воде. Выпускают в ампулах по 1 мл в виде 0,03 % раствора.
Большей чувствительностью к конваллятоксину обладают кошки. LD50 конваллятоксина у кошек при внутривенном введении составляет 0,0432 мг/кг, при подкожном — 0,108 мг/кг, при внутрикишечном — 1,09 мг/кг.

## Нахождение в природе
Яд содержится в ландыше майском. Всё растение ландыша ядовито. Ягоды ландыша имеют большую концентрацию конваллятоксина.

## Действие на животных
В опытах на собаках и кошках отмечено, что конваллятоксин повышает артериальное давление. При введении конваллятоксина собакам в дозе 0,15 мг/кг отмечаются 3 периода его действия. В первом периоде артериальное давление повышается на 6,8 %, амплитуда пульсовых колебаний увеличивается на 80 %, темп сердечной деятельности замедляется на 19,5 %, во втором периоде артериальное давление повышается на 94,8 %, амплитуда пульсовых колебаний уменьшается на 50 %, темп сердечной деятельности учащается на 118,2 %. В третьем периоде артериальное давление остается повышенным, амплитуда пульсовых колебаний уменьшается, наступает аритмия сердца. Наконец, сердце останавливается, затем останавливается дыхание, артериальное давление понижается до нуля и наступает гибель животного.

## Использование в медицине
Конваллятоксин применяется при острой и хронической сердечной недостаточности IIb—III степени, пароксизмальной тахикардии.
Наибольшее всасывание препарата наблюдается через 6 часов после введения: 36,2 %. Через 24 часа количество конваллятоксина уменьшается до 21,4 %. Это обстоятельство подчёркивает сравнительно лёгкую разрушаемость препарата и ограничивает возможность применения его внутрь.